# Cypseloides
Cypseloides ist eine der am wenigsten erforschten Vogelgattungen in der Familie der Segler (Apodidae). Die Gattung umfasst mittelgroße bis größere Segler, die alle ausschließlich auf dem amerikanischen Kontinent vorkommen. Typisch für die Gattung sind die Nistplätze, alle Arten brüten in der Nähe von Wasser.

## Beschreibung
Alle Arten sind mittel- bis schwarzbraun und weisen tendenziell im Bereich des Kopfs eine blassere Befiederung auf, speziell an Stirn und Kinn. Trotz des Fehlens eindeutiger Gefiedermerkmale bei den meisten Arten dieser Gattung, können die Cypseloides-Arten an ihrer charakteristischen Gestalt gut von sympatrisch vorkommenden Seglern anderer Gattungen unterschieden verwenden. Der Schwanz ist relativ kurz und gerade abgeschnitten, bestenfalls schwach gegabelt. 
Am signifikantesten ist möglicherweise der Flug. Die Flügelschläge sind langsamer als bei den kleineren Gattungen, aber vermitteln auch nicht den recht entspannt wirkenden Eindruck der tiefen Flügelschläge der Streptoprocne-Arten. Der Flug wirkt ziemlich unstet, die rechtwinklig zum Körper ausgebreiteten Flügel wirken recht steif und werden oft nach unten gerichtet. Die Cypseloides-Arten lassen die Manövrierfähigkeit der verwandten Gattungen etwas vermissen.
Der Gattung werden folgende Arten zugeordnet:
- Schwarzsegler (Cypseloides niger)
- Brustflecksegler (Cypseloides lemosi)
- Rothschildsegler (Cypseloides rothschildi)
- Rauchsegler (Cypseloides fumigatus)
- Diademsegler (Cypseloides cherriei)
- Weißkinnsegler (Cypseloides cryptus)
- Weißstirnsegler (Cypseloides storeri)
- Rußsegler (Cypseloides senex)

Sibley & Monroe bildeten zwei Superspezies: niger (bestehend aus Schwarzsegler, Brustflecksegler, Rothschildsegler und Rauchsegler) und cryptus (bestehend aus Weißkinnsegler und Weißstirnsegler).
Der Diademsegler und der Rußsegler stellen dabei isolierte Arten dar.
Der Orangekehlsegler und Rothalssegler wurden früher ebenfalls dieser Gattung zugerechnet, werden aber heute aufgrund ihrer Gefieder- und anderer biologischer Merkmale der Gattung Streptoprocne zugeordnet.